# Templo de Ísis (Pompeia)
O templo de Ísis foi um templo provavelmente dedicado à deusa Ísis no distrito do Teatro da cidade de Pompeia, no fim do século II a.C. Atualmente faz parte do circuito aberto de visitação do sítio arqueológico da cidade. A presença do templo na cidade é um reflexo de seus laços com Alexandria, e evidências do culto à deusa foram encontradas em outras cidades vesuvianas, como Herculano e Estábia.
Foi totalmente reconstruído após um terremoto ocorrido em 62, sendo um dos primeiros edifícios a serem reconstruídos e o único templo a ser completamente restaurado. Outros prédios importantes, como o templo da deusa Vênus, protetora da cidade, ainda estavam sendo reconstruídos ou haviam sido abandonados quando da data da erupção do Vesúvio. Isto pode ser considerado um indício da popularidade do culto a Ísis na cidade.
As escavações de Pompeia se iniciaram em 1748, e o templo de Ísis só veio a ser descoberto em 1764, trazendo novo fôlego para as escavações e para o turismo na região por se tratar de um templo egípcio numa cidade romana.

## Arquitetura

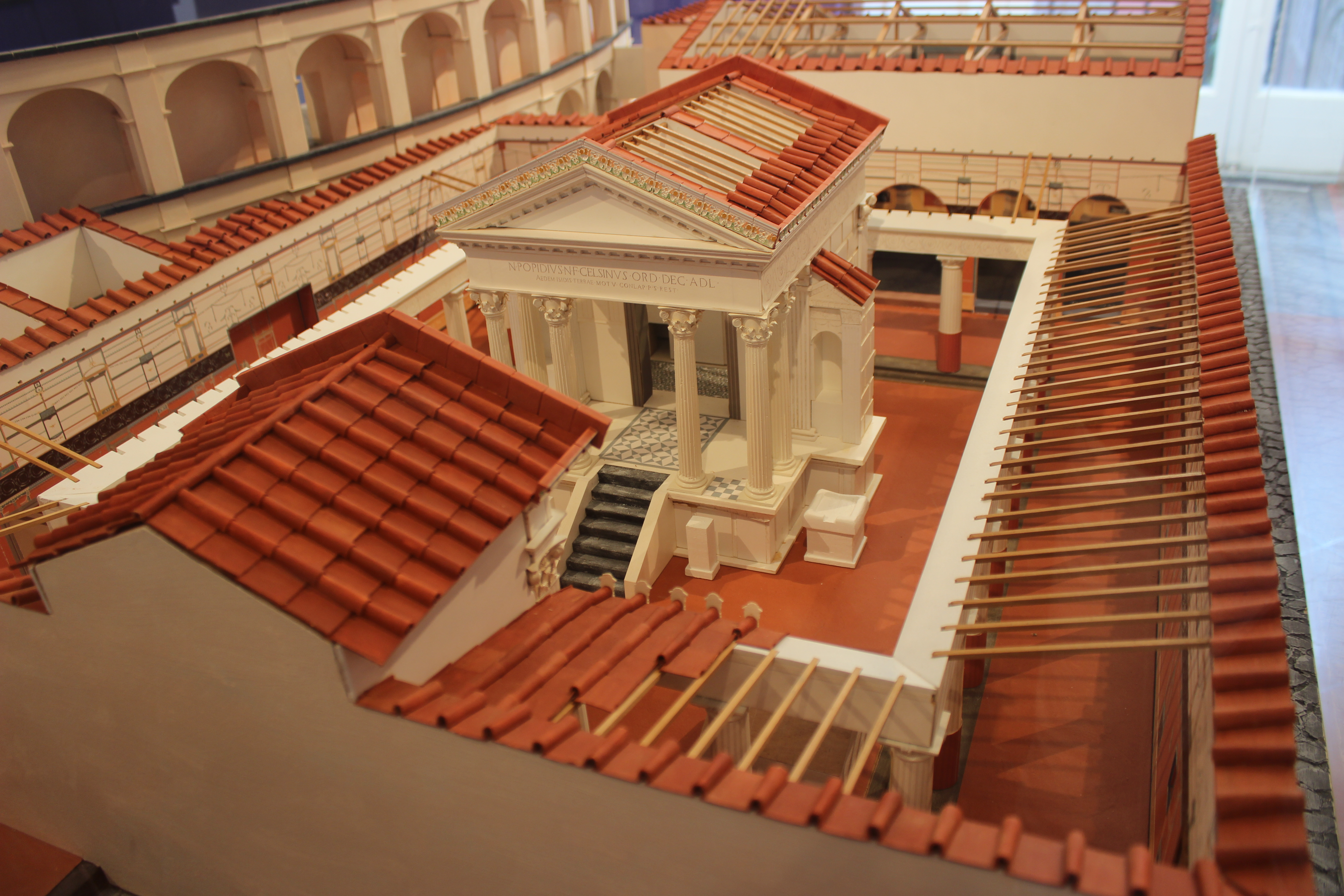
Maquete do templo, Museu Arqueológico Nacional de Nápoles

O templo de Ísis foi o primeiro templo egípcio encontrado intacto e adornado com pinturas, esculturas e mosaicos em Pompeia. Localizado no distrito do Teatro e sendo menor que os demais templos da cidade, era cercado por um muro alto e, na sua entrada principal, estava a inscrição sobre as reformas custeadas por Numério Popídio Celsino, de apenas seis anos, filho do liberto Numério Ampliato, que teria conseguido influência na cidade e entre os decuriões do templo através das doações realizadas em nome de seu filho.
A inscrição na entrada diz:

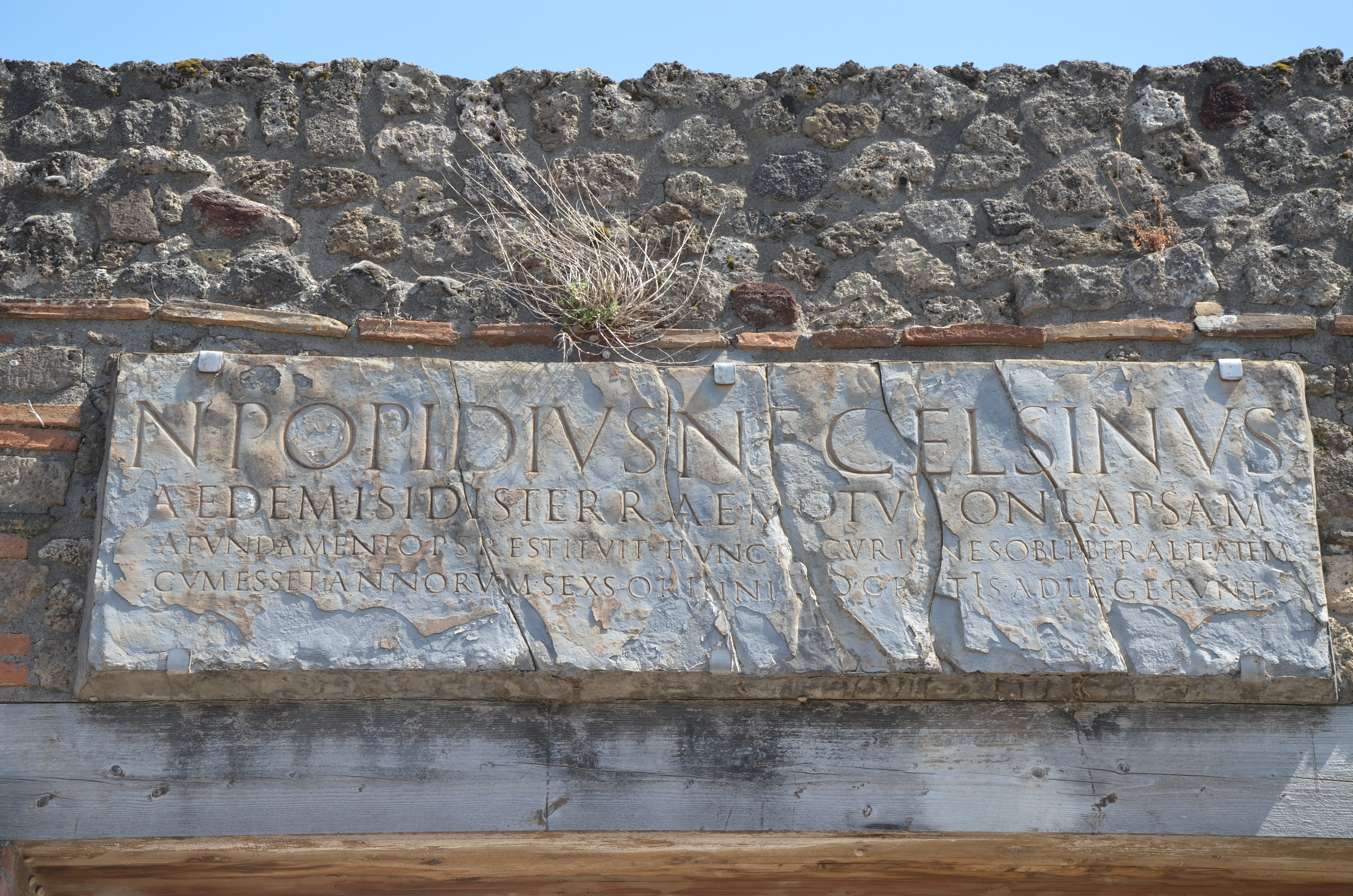
Dedicatória da reconstrução do templo financiada por Numerius Popidius Ampliatus, em nome de seu filho Celsinus

"N(VMERIVS) POPIDIVS N(VMERII) F(ILIVS) CELSINVS AEDEM ISIDIS TERRAE MOTV CONLAPSAM A FVNDAMENTO P(ECVNIA) S(VA) RESTITVIT. HVNC DECVRIONES OB LIBERALITATEM CVM ESSET ANNORVM SEXS ORDINI SVO GRATIS ADLEGERVNT." (Corpus Inscriptionum Latinarum X, 846)
Em tradução:
"Numério Popídio Celsino, filho de Numério, após a queda do Templo de Ísis pelo terremoto, reconstruiu o Templo com o seu próprio dinheiro. Os decuriões, em retribuição a sua generosidade, os aceitaram como parte dos seus sem que pagasse nenhuma taxa, mesmo que ainda contasse com seis anos de idade."
Sua construção consistia de um templo principal e uma espécie de templo anexo que era uma cisterna onde se guardava a água sagrada utilizada em rituais de purificação. Acreditava-se que a água era trazida do Nilo. O templo era circundado de colunas e possuía um pórtico com seis colunas decoradas com pinturas arquitetônicas.
Ao fundo do templo havia uma sala chamada Eclesiastro (Ekklesiástron), local de reunião dos iniciados. O chão da sala era feito de um mosaico branco e preto, uma possível alusão aos atributos da deusa, que era considerada rainha do céu e do inferno. No Eclesiastro foram encontradas imagens de Ísis e de outras divindades relacionadas a deusa, além de objetos de procedência egípcia e materiais utilizados durante o culto.
A oeste do templo havia uma sala chamada sacrário, onde estava uma representação do Navigium Isidis, além de representações de três bustos femininos, possivelmente importantes sacerdotisas da cidade.
Além destas salas, o templo também possuía uma grande cozinha e algumas salas que acredita-se terem sido usadas como dormitórios, dado que o templo recebia pessoas de várias regiões procurando serem iniciados no culto.

## Acervo do templo

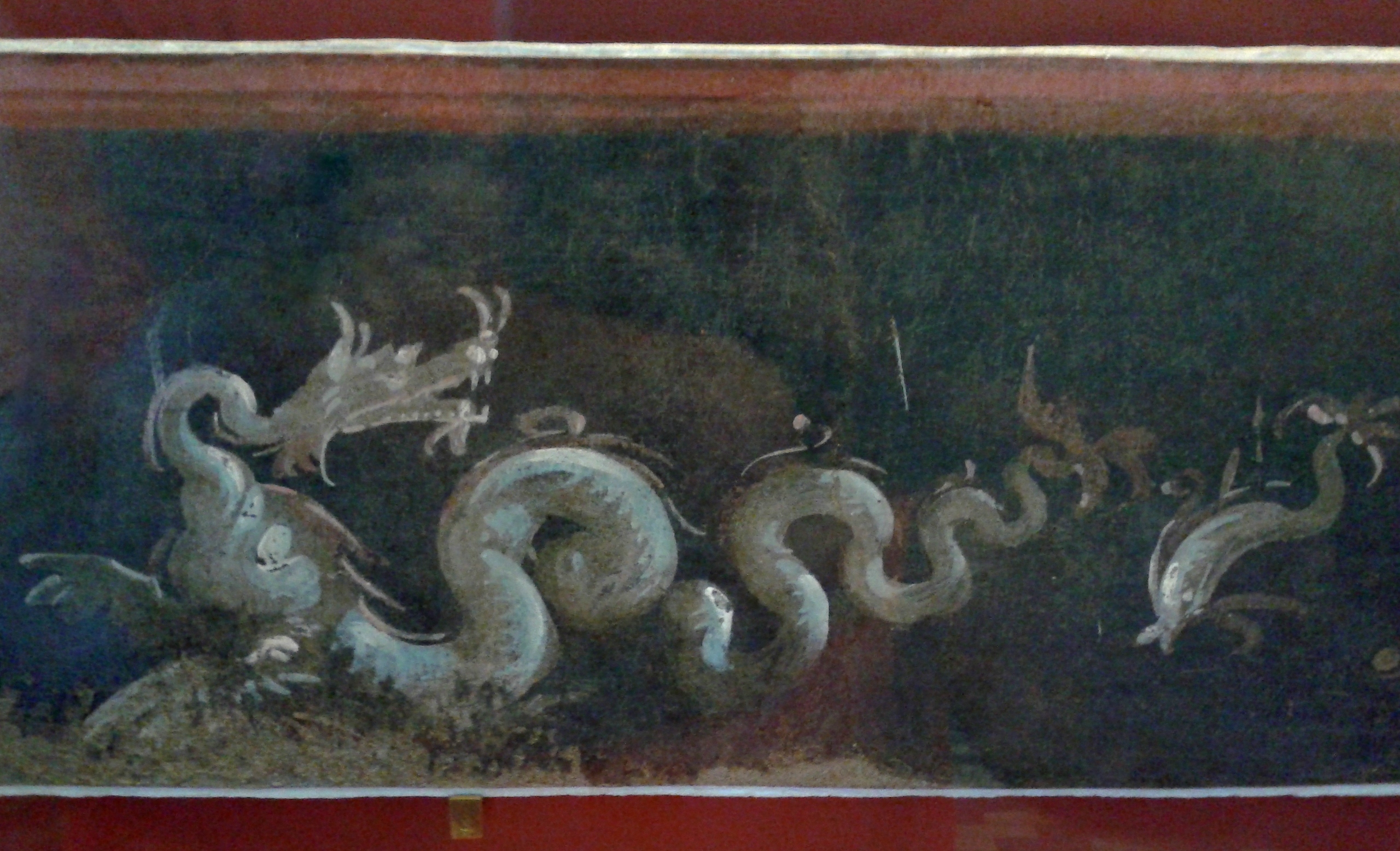
Afresco do templo que estava em exposição no Museu Nacional da UFRJ, encontrava-se originalmente na parte inferior do Eclesiastro

O templo foi encontrado completamente adornado. A maioria das peças encontra-se no Museu Arqueológico Nacional de Nápoles, enquanto outras estavam no acervo do Museu Nacional da Universidade Federal do Rio de Janeiro, destruído num incêndio em setembro de 2018.
No geral, o templo era bastante enfeitado e seu principal aspecto era a mistura cultural, de modo que possuía, além das representações de Ísis e dos elementos egípcios como tábuas com inscrições em hieróglifos, imagens de deuses romanos, como Vênus, a quem Ísis era frequentemente associada pelos romanos.
Havia no templo diversas imagens da deusa Ísis e pinturas da mesma, e também dos deuses Anúbis e Harpócrates, para os quais também haviam altares dedicados. Também foi encontrada uma imagem de Harpócrates portando uma cornucópia, símbolo de fertilidade relacionado a deusa. A presença recorrente das imagens de Harpócrates pode ter relação com as representações do Cupido em contextos relacionados a Vênus, sendo um possível reflexo da associação entre as duas deusas. Além disso, foram encontrados sistros, címbalos e restos mortais do que se acredita terem sido sacerdotes do templo.

## Culto a Ísis
A popularidade do culto em Pompeia é notável pela quantidade de estatuetas de Ísis e sistros, chocalhos utilizados em seu culto, que foram descobertos em casas da cidade. Além disso, algumas casas possuíam santuários decorados com imagens da deusa Ísis, onde estatuetas eram deixadas como oferendas. O culto também era bastante popular em outras regiões do império romano, atraindo devotos de diferentes camadas da sociedade. Tendo sido banido em algumas épocas, em dado momento chegou a entrar para o calendário oficial de festivais do império romano.

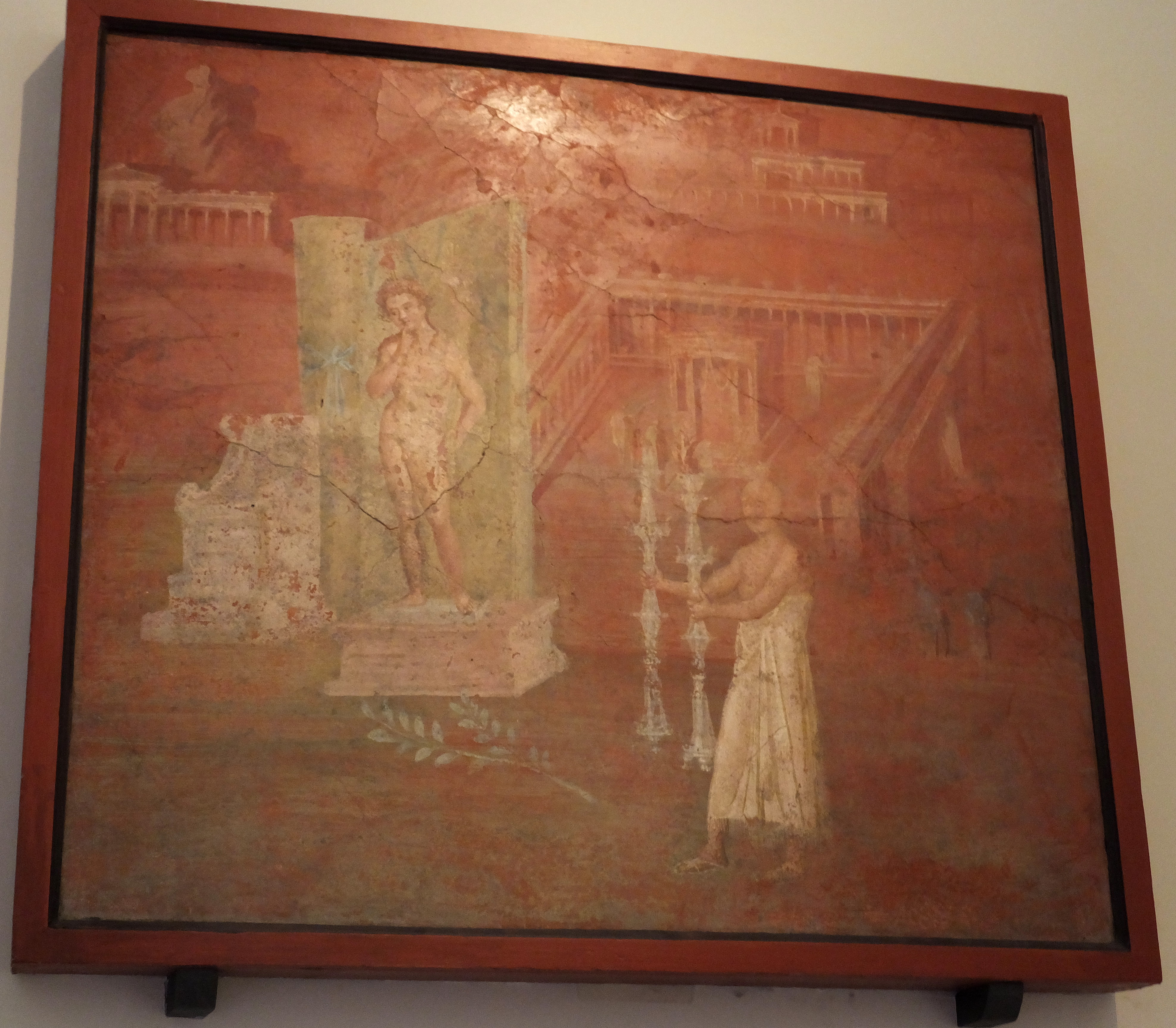
Representação de um sacerdote indo em direção a uma estátua de Harpócrates portando uma pequena cornucópia, Museu Arqueológico Nacional de Nápoles

Inicialmente era um culto público, com cerimônias voluntárias e privadas de iniciação, tornando-se mais tarde um culto de mistérios. Era procurado por pessoas que buscavam novas perspecticvas através da experiência com o sagrado. O culto parece ter se tornado mais popular em Pompeia após o terremoto de 62, possivelmente devido a Ísis oferecer, ao contrário de outras divindades romanas, a possibilidade da vida após a morte, o que pode ter atraído devotos após o susto causado pelo desastre natural.

### O papel feminino no culto
Apesar de a Ísis egípcia não possuir características essencialmente femininas, sendo uma divindade com diferentes atribuições, a Ísis helenística foi associada principalmente às funções de esposa e mãe. Estes podem ter sido os motivos que levaram as mulheres romanas a se identificarem com a deusa e procurarem nela um modelo de inspiração para a vida doméstica. Ísis se estabeleceu no mundo helenístico como padroeira do sexo feminino, mas, apesar disso, a presença de mulheres no culto não era majoritária, e nem eram as mulheres a causa da popularização da divindade egípcia no mundo romano.
No culto de Ísis, as mulheres tinham um importante papel como sacerdotisas e conhecedoras dos mistérios, o que lhes conferia um papel de prestígio, desse modo, o culto pode ser entendido como um espaço onde a mulher romana poderia assumir posições de poder equivalentes às dos homens.